# Michael P. Weingartner

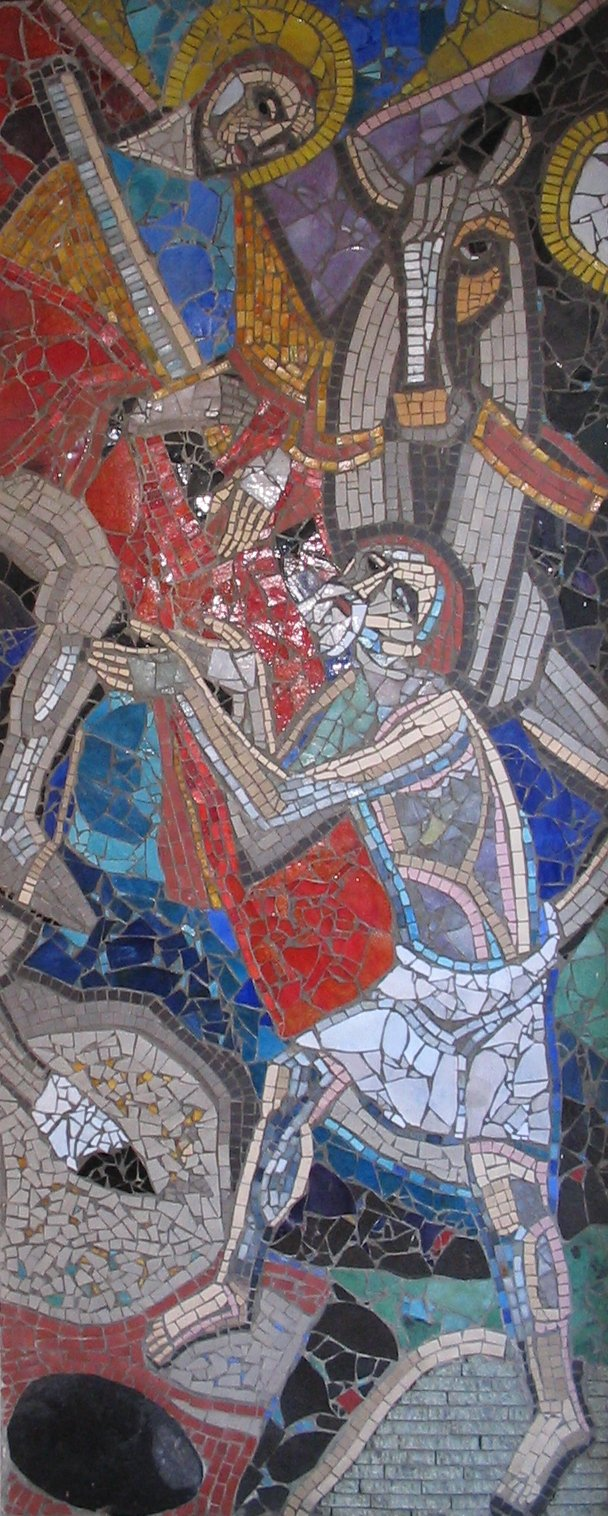
Mosaik an der Spitalkirche

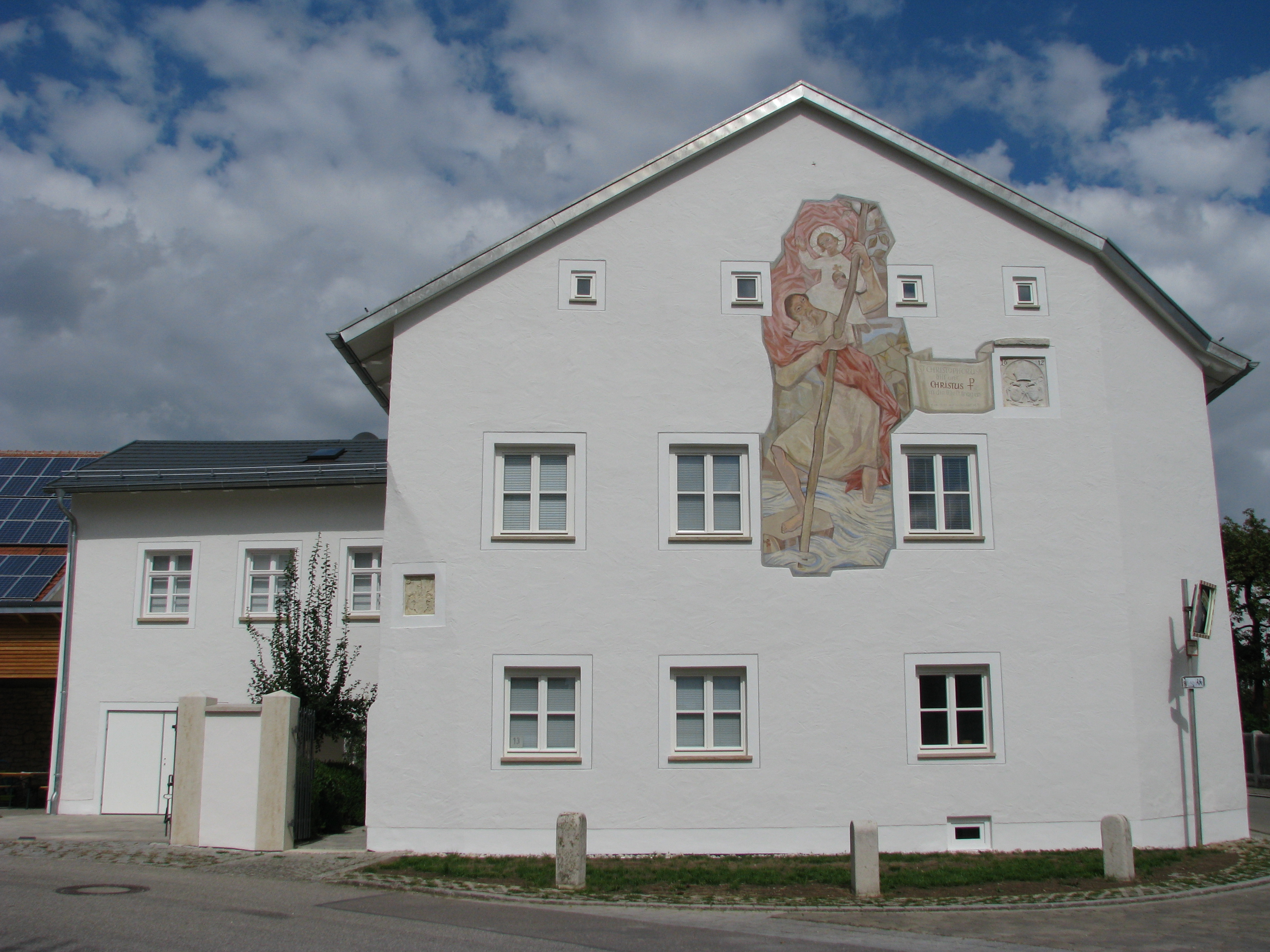
St. Christophorus-Wandgemälde am Kaldorfer Pfarrhof

Michael P. Weingartner (* 5. Juli 1917 in Pfaffenhofen an der Ilm; † 8. August 1996 ebenda) war ein deutscher Kunst- und Kirchenmaler.
Weingartner erlernte zunächst das Malerhandwerk und übte nach der Gesellenprüfung den Beruf für sechs Jahre aus. Daneben studierte er im Wintersemester an der Malerfachschule in München. Nach dem Krieg studierte er an der Akademie der Bildenden Künste München religiöse Malerei, Landschafts- und Porträtmalerei, sowie Architektur. Weingartner geriet im Zweiten Weltkrieg an der Ostfront in sowjetische Gefangenschaft. Schutz auf seiner Flucht aus der Kriegsgefangenschaft boten ihm Sonnenblumenfelder, so wurden diese Blumen sein Lieblingsmotiv.
Weingartner arbeitete vornehmlich für über 250 Kirchen und Klöster in Bayern und Österreich, die er mit Mosaiken, Wand- und Deckengemälden ausstattete. So sind seine Arbeiten beispielsweise in der Kirche Maria Schutz in München-Pasing (seinem Hauptwerk) sowie in der Stadtpfarrkirche und der Spitalkirche seiner Heimatstadt Pfaffenhofen zu finden. Ein großflächiges Fresko, das an die Zisterzienser in Seligenporten erinnern soll, schuf er 1974 für die Giebelwand des dortigen Schulhauses.
An die Fassade des Pfarrhofes von Kaldorf, Gemeinde Titting, hat Weingartner 1952 eine große St. Christophorus-Figur gemalt. Neben religiös geprägten Werken erstellte Weingartner auch Aquarelle und Ölgemälde. Profane Arbeiten sind unter anderem die Mosaik-Türen im Pfaffenhofener Haus der Begegnung (damalige Mädchenschule) und ein Wandgemälde am Feuerwehrhaus.
Weingartner erhielt für seine Verdienste 1990 das Bundesverdienstkreuz der Bundesrepublik Deutschland, 1992 wurde er mit der Silbernen Stadtmedaille der Stadt Pfaffenhofen und 1994 der Landkreismedaille des Landkreises Pfaffenhofen an der Ilm ausgezeichnet.
Er wohnte von 1954 bis zu seinem Tod 1996 – seine Frau Paula bis 2007 – im so genannten Ritter-Haus am oberen Hauptplatz in Pfaffenhofen. Paula Weingartner verstarb am 19. Januar 2007.